# Hypocolius ampelinus
L'ipocolio grigio (Hypocolius ampelinus Bonaparte, 1850) è una specie di uccello passeriforme, unica ascritta al genere Hypocolius ed alla famiglia Hypocoliidae.

## Etimologia

Maschio in natura.

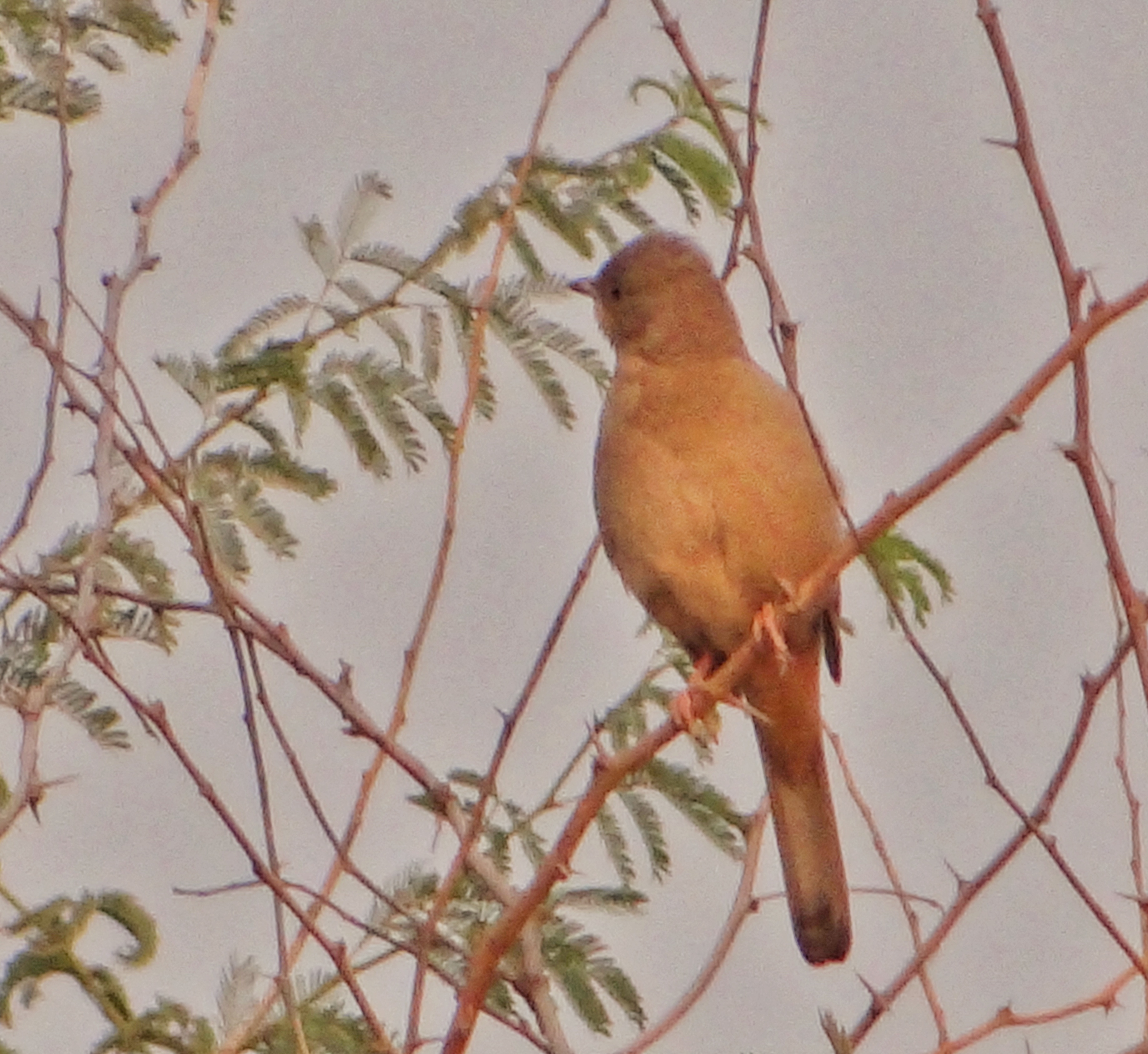
Femmina in natura.

Il nome scientifico del genere, Hypocolius, deriva dall'unione del prefisso greco ὑπο (hypo-hupo, "sotto") con Colius, ad indicarne una supposta affinità con gli uccelli topo: il nome della specie, ampelinus, significa "simile ad Ampelis", genere obsoleto di cotingidi al quale venivano ascritti i beccofrusoni.

## Descrizione

### Dimensioni
Misura 23 cm di lunghezza, per 48-57 g di peso.

### Aspetto
Si tratta di uccelli dall'aspetto massiccio, muniti di grossa testa appiattita che sembra incassata direttamente nel tronco, becco corto e conico con base larga, ali larghe e lunga coda dall'estremità squadrata: nel complesso, questi uccelli ricordano i bulbul o delle strane averle.
Il piumaggio è dominato dai toni del grigio e presenta dimorfismo sessuale netto: nei maschi, infatti, fronte, vertice, nuca, dorso, ali, sottocoda e coda sono di colore grigio argenteo (con quest'ultima dalla punta di colore nero, mentre le remiganti sono più scure ma con piunta chiara), mentre gola, petto, ventre e fianchi sono di colore grigio-biancastro. Sulla fronte e sulla gola sono presenti decise sfumature di color ruggine, mentre ventralmente il piumaggio può assumere tonalità beige e dorsalmente color rosa-violaceo: dai lati del becco parte una banda nera che raggiunge l'occhio allargandosi e giungendo fin quasi alla nuca, a formare un'ampia maschera facciale.

Nella femmina la maschera facciale è assente e il piumaggio è dominato dalle tonalità del grigio-bruno sabbia, più chiaro ventralmente e più caldo dorsalmente.
In ambedue i sessi il becco è di color corno con punta nerastra, le zampe sono di colore grigio-nerastro e gli occhi sono di colore bruno scuro.

## Biologia

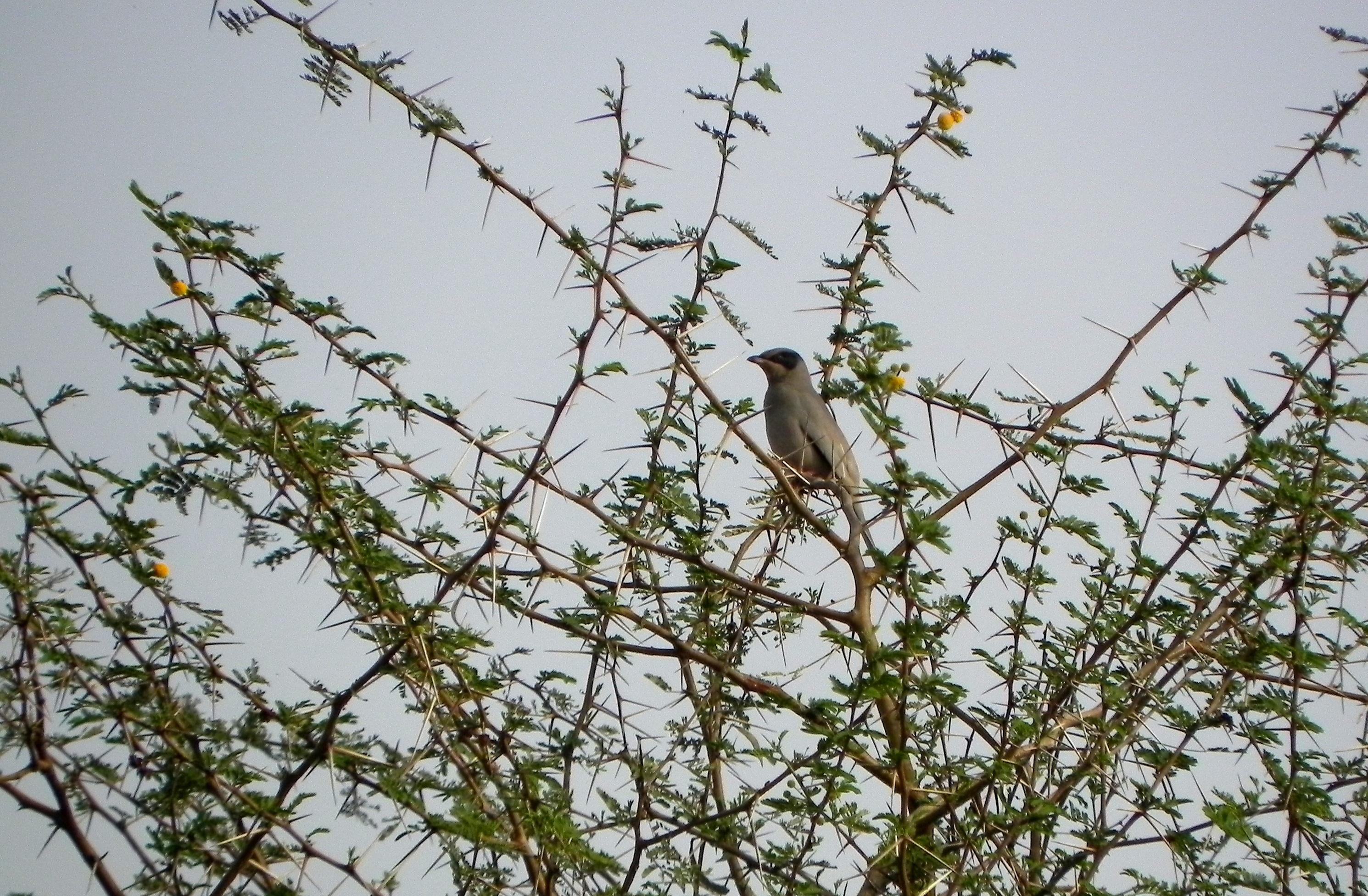
Maschio in natura.

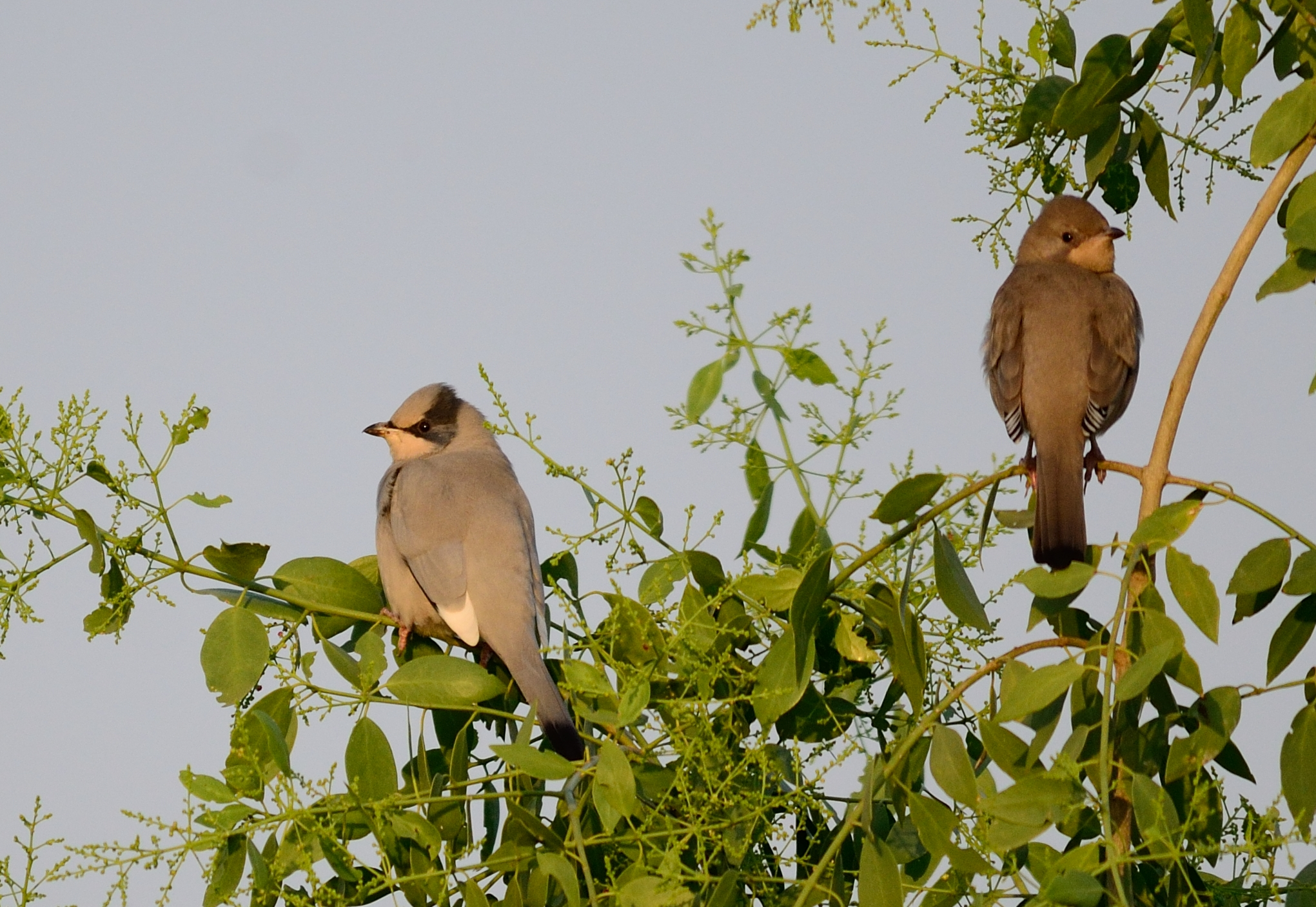
Coppia in natura (maschio a sinistra).

L'ipocolio è un uccello dalle abitudini di vita diurne e piuttosto sociali, che soprattutto durante l'inverno si riunisce in stormi che condividono i siti di riposo notturno (alberi solitari) ed i cui membri rafforzano i legami fra loro tolettandosi a vicenda.

Questi uccelli sono molto timidi e sospettosi, e al minimo segnale di pericolo si nascondono silenziosamente fra la vegetazione, rimanendo immobili fino a quando la situazione non si è tranquillizzata.
Il richiamo di questi uccelli consiste in un verso a metà fra il fischiante ed il gracchiante, con due sillabe iniziali ascendenti e due finali discendenti.

### Alimentazione
La dieta di questi uccelli è in larga parte frugivora, componendosi in massima parte dei frutti della salvadora persica ma contando anche gelsi, fichi e datteri, nonché (sebbene sporadicamente) insetti ed altri piccoli invertebrati.
Il cibo viene cercato fra gli alberi e i cespugli, mentre è raro che questi uccelli scendano al suolo.

### Riproduzione

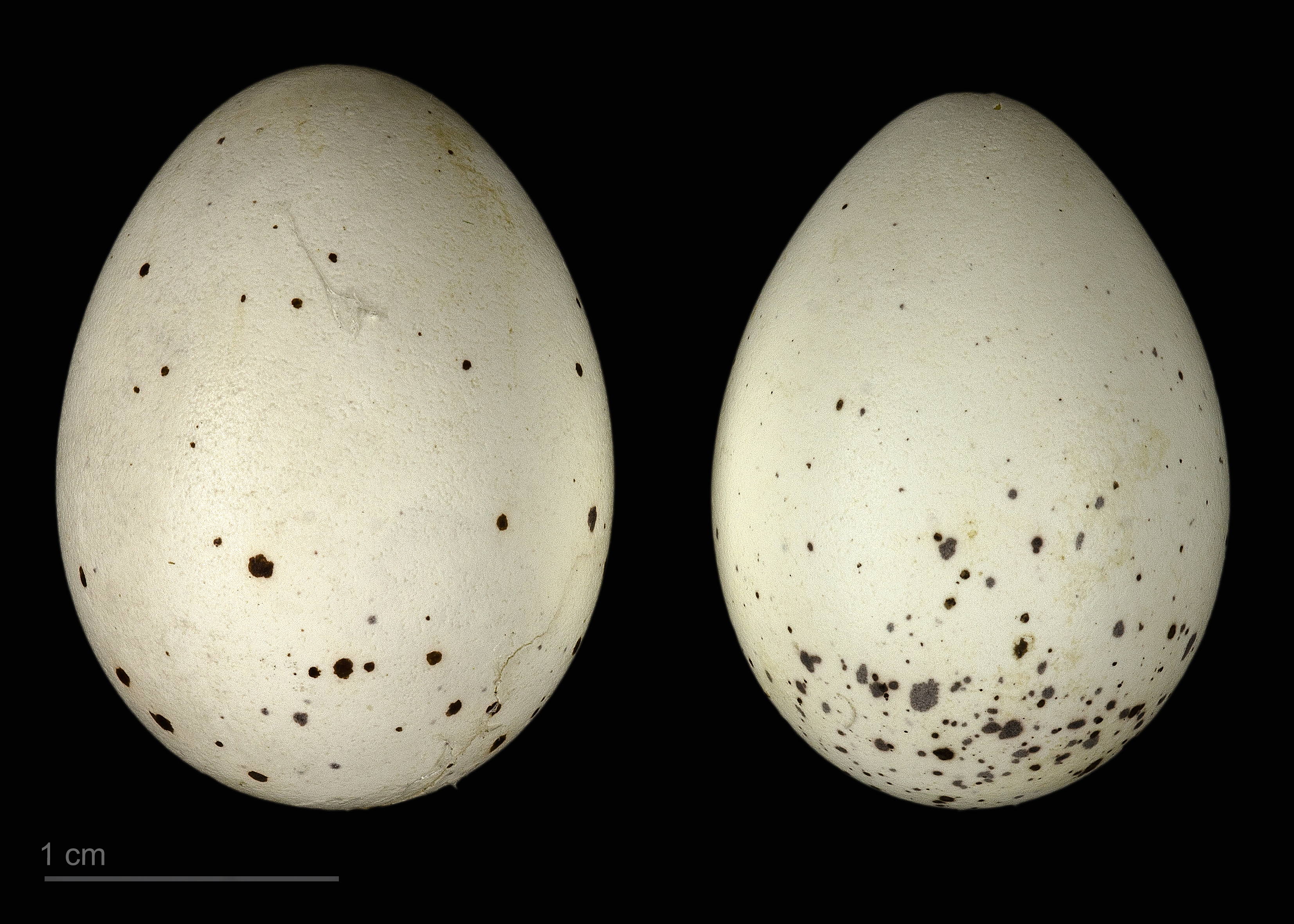
Uovo di Hypocolius ampelinus - Museo di Tolosa

La stagione riproduttiva va da maggio a luglio: si tratta di uccelli monogami, le cui coppie portano generalmente avanti due covate l'anno.
Il nido ha la forma di una coppa e viene costruito da ambedue i sessi fra le foglie di una palma da dattero a circa un metro e mezzo dal suolo, intrecciando fra loro fibre vegetali e foderando l'interno con lanugine ed altro materiale soffice. Non di rado più coppie (fino a 40) nidificano sullo stesso albero.

All'interno del nido vengono deposte 3-5 uova grigiastre con maculature scure, che vengono covate dalla sola femmina (imbeccata dal maschio) per circa due settimane: i nidiacei schiudono ciechi ed implumi, e vengono accuditi da ambedue i genitori. A circa tre settimane dalla schiusa i nidiacei sono in grado d'involarsi, pur allontanandosi dal nido in maniera definitiva non prima del mese e mezzo di vita.

## Distribuzione e habitat

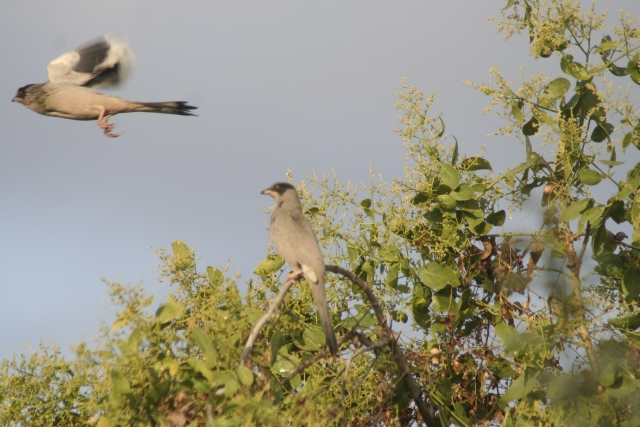
Esemplari nel Kutch su salvadora persica.

Si tratta di uccelli migratori, che durante l'estate si riproducono in un'area che va dal Kuwait all'Afghanistan sud-occidentale ed al sud del Turkmenistan, attraverso Iraq orientale e centro-settentrionale e fascia costiera meridionale dell'Iran, mentre per svernare essi si spostano a sud nella penisola araba centrale e meridionale fino agli Emirati Arabi Uniti e allo Yemen, e ad est dello stretto di Hormuz lungo la fascia costiera del Pakistan e del Gujarat nord-occidentale.

Occasionalmente, esemplari isolati in dispersione vengono segnalati in Turchia, Egitto, Israele, Oman e Sudan.
L'habitat dell'ipocolio è rappresentato dalle valli fluviali e dai bacini di drenaggio delle aree semidesertiche e desertiche, con presenza di aree alberate e cespugliose.

## Tassonomia
La collocazione tassonomica di questa specie è sempre stata un enigma; inizialmente classificata come una sorta di anello mancante fra Cotingidae e Coliidae, in passato è stata proposta la sua attribuzione a diverse famiglie tra cui Campephagidae, Prionopidae, Sturnidae, Turdidae, Laniidae, Pycnonotidae o Bombycillidae.
Un recente studio basato sull'analisi molecolare del DNA ha definitivamente chiarito le affinità con i Bombycilloidea, all'interno dei quali l'ipocolio si colloca in una famiglia monotipica a sé stante, gli Hypocoliidae.